# 3-й Стрелецкий проезд
Тре́тий Стреле́цкий проезд — улица на севере Москвы в районе Марьина Роща Северо-Восточного административного округа, от Полковой улицы. 1—4-й Стрелецкие проезды возникли как 1—4-й Церковные проезды. Переименованы в 1954 году по Стрелецкой улице, к которой примыкают.

## Расположение
3-й Стрелецкий проезд проходит с севера на юг, начинается от Полковой улицы, пересекает Стрелецкую улицу и заканчивается в городской застройке у Новосущёвского бизнес-центра и гаража Интуриста, не выходя на улицу Сущёвский Вал.

## Учреждения и организации

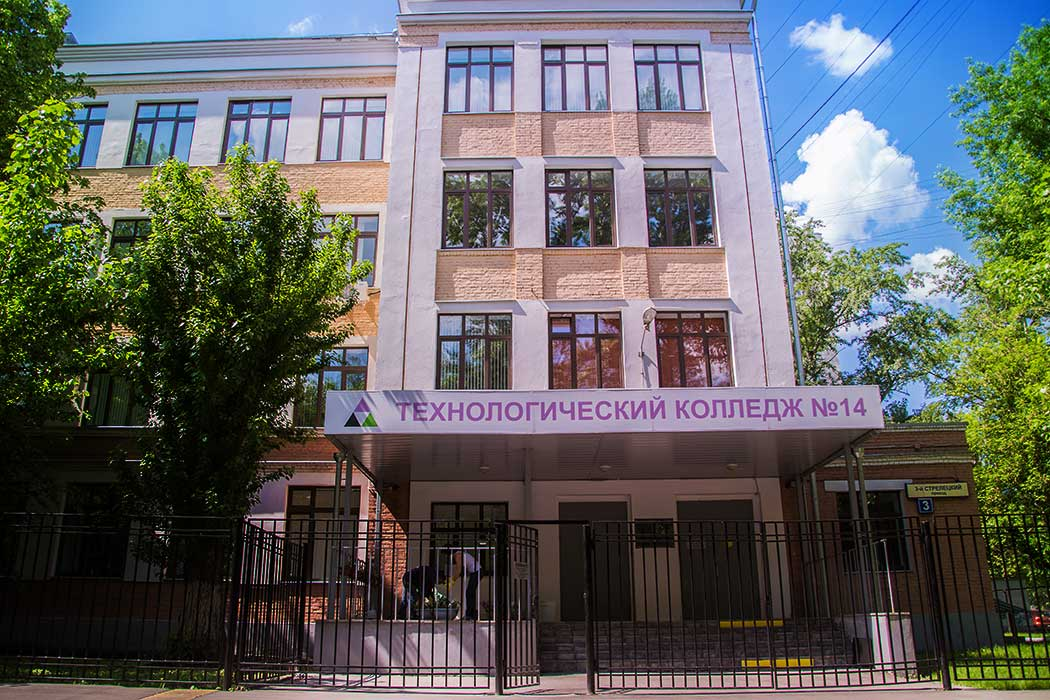
Технологический колледж № 14, подразделение факультетов «Экономика» и «Индустрия гостеприимства».

- № 3 — Технологический колледж № 14 (факультет «Индустрия гостеприимства»; ранее Торгово-коммерческий лицей № 320).